# 3 “Kavaliere”
3 “Kavaliere”, auch geführt unter Drei Kavaliere, ist ein deutsches Filmlustspiel aus dem Jahre 1951 von und mit Joe Stöckel und seinem langjährigen Filmpartner Beppo Brem in einer weiteren Hauptrolle. Den dritten der „Kavaliere“ spielt Erhard Siedel.

## Handlung
Der Gastwirt und Schmetterlingssammler Diermoser hat Probleme mit seiner Lokalität: Sie geht ausgesprochen schlecht. Und so plant er, seine Gaststätte „Zur Sonne“ zu verkaufen, um anschließend nach Brasilien auszuwandern, wo es in Amazonien die schönster Schmetterlingsfalter geben soll. Diermoser lädt einen Interessenten, Herrn Häberlein nebst Gattin, zur Besichtigung ein. Dabei hilft Diermoser der Umstand, dass er zur selben Zeit Teilnehmer eines internationalen Astrologen-Kongresses erwartet, wodurch sein Objekt den Eindruck hinterlässt, bei der Kundschaft sehr gefragt und beliebt zu sein. Dies wiederum ist für den erwünschten Verkaufspreis nicht unerheblich. Doch der Vorsitzende des Astrologenbundes sagt im letzten Moment die Ankunft für diesen Tag telefonisch ab, weil die Sterne angeblich nicht günstig stehen, und so ist Diermoser in größter Not. Der Gastwirt entschließt sich schweren Herzens dazu, eine reisende Theatertruppe, die er kurz zuvor aufgrund unbeglichener Rechnungen achtkantig aus seinem Gasthaus hinausgeworfen hatte, zurückzuholen. Deren Leiter, ein vollrunder sächsischer Theaterdirektor, der genauso heißt wie er aussieht, musste als „Pfand“ für die ausstehenden Unterbringungskosten im Gasthof bleiben. Diermoser, sein Hausknecht Sepp und Theaterdirektor Vollrund beschließen einen Pakt, den der „drei Kavaliere“, der solange halten soll, bis die Kaufinteressenten den Kaufvertrag unterzeichnet haben. Diermoser verspricht Vollrund für den geplanten Rettungseinsatz eine „fürstliche Entlohnung“.
Für die Bühnenleute ist diese neue Sachlage gleich in doppelter Hinsicht erfreulich: Denn erstens haben sie wieder ein Dach über dem Kopf, ohne dafür bezahlen zu müssen, und zweitens können sie zugleich ihr schauspielerisches Talent unter Beweis stellen: Denn die Theaterleute sollen vor den Häberles die absagenden Astrologenkongress-Teilnehmer darstellen. Alles läuft zunächst rund, auch wenn manche Darsteller mit ihren Auftritten ordentlich übertreiben und daraufhin Hausknecht Sepp den anspruchsvollen „Gästen“ ihr Essen ordentlich versalzt. Bald kommt es zu zahlreichen lustigen Verwicklungen, etwa als ein Journalist auftaucht, der einzelne der Astrologenkongressteilnehmer interviewen möchte. Erneut ist „hohe Schauspielkunst“ gefragt. Doch Journalist Mock durchschaut rasch das falsche Spiel, nämlich, dass es sich nicht um wirkliche Astrologen handelt, sondern, wie er sagt, um Schwindler. Als die enttarnte Schauspieltruppe sich aus dem Staub machen will, ist auch Diermoser düpiert, denn man findet schnell heraus, dass er diese ganze Scharade auf die Beine gestellt hat. Die „drei Kavaliere“ wollen bei dem verärgerten Ehepaar Häberle gerade Abbitte leisten, da erscheinen die echten Astrologen mit dem avisierten einen Tag Verspätung. Damit steht Wirt Diermoser nicht länger als Lügner da und dem Geschäftsabschluss steht nichts mehr im Wege. Ganz nebenbei haben sich Loni Diermoser, die blutjunge Tochter des Gastwirts, und der ebenfalls eingetroffene Herbert Vollrund, der Sohn des Theaterdirektors, ineinander verliebt.

## Produktionsnotizen
3 “Kavaliere” entstand in München-Geiselgasteig (Atelier) und in Oberau (Außenaufnahmen). Der Film spielt im Gasthof Auerwirt des Hofbräuhauses  Berchtesgaden. Die Uraufführung erfolgte am 25. Dezember 1951 in Köln. Die Berliner Premiere war am 18. Juli 1952.
Produzent Richard König war Produktionsleiter. Max Seefelder gestaltete die Filmbauten, Ursula die Kostüme. Hans Wunschel sorgte für den Ton, Filmeditor Adolph Schlyßleder arbeitete auch als Stöckels Regieassistent.
In Österreich lief der Film unter dem Titel Die drei Dorfkavaliere.

## Wissenswertes
Die Hauptdarsteller Stöckel und Brem wurden als Vertreter des Ur-Bayertums in den Jahren 1956 und 1957 gemeinsam für mehrere “Zwei Bayern …”-Lustspiele vor die Kamera geholt.

## Kritiken
Im Lexikon des Internationalen Films heißt es: „Hinterwäldlerischer Kalauer-Schwank.“